# Buča
Buča (ukrajinsky i rusky Буча) je město v Kyjevské oblasti na Ukrajině. Leží na potoce Buča zhruba 25 kilometrů na západ od Kyjeva a bývá počítáno do Kyjevské aglomerace. V roce 2022 žilo v Buči téměř 37 tisíc obyvatel. Dekretem prezidenta Volodymyra Zelenského z 24. března 2022 dostala Buča vyznamenání město-hrdina.

## Dějiny
Osídlení obce sahá k roku 1630, kdy je poprvé zmíněna osada s názvem Jabluňka, kterou založil Abrycht Radziwill. V ní byl asi roku 1843 postaven chrám sv. Petra a Pavla a v roce 1868 byla založena cihelna. Početnější osídlení zde vzniklo koncem 19. století kolem železniční stanice na budované železniční trati ze Sarnů do Kyjeva. V roce 1943 se ve městě v rámci příprav osvobození Kyjeva od fašistů usídlil 1. ukrajinský front Rudé armády v čele s generálem Vatutinem. Samostatným městem je Buča od 9. února 2006, předtím byla sídlem městského typu a součástí nedaleké Irpině. Od roku 2020 k ní byly připojeny obce Balanivka, Lisova Buča (Bučanka), Melniky, Sklozavod, Jabluňka a Jastremšina.

### Ruská invaze 2022

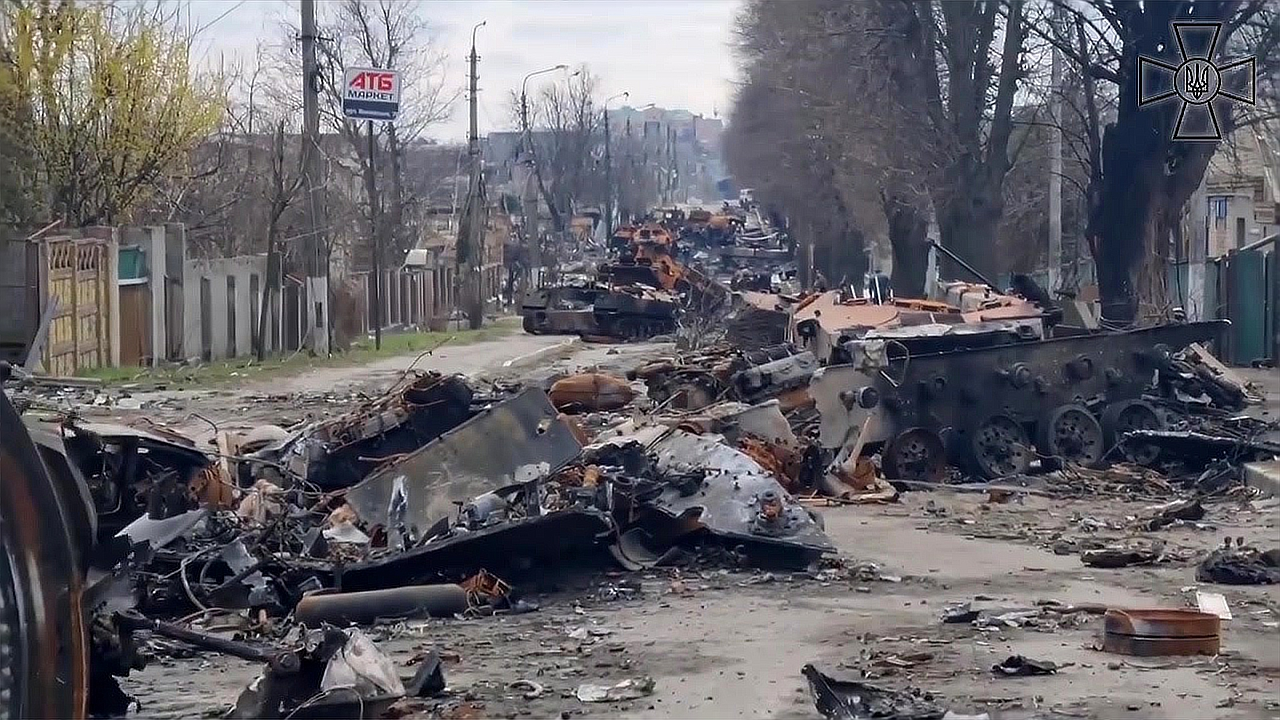
Trosky ruské vojenské techniky

Během ruské invaze na Ukrajinu v roce 2022 probíhaly v Buči těžké boje v rámci kyjevské ofenzívy, což mělo za následek velké ruské ztráty. Ruské síly zaútočily na městský památník války v Afghánistánu, který si možná spletli s ukrajinským vojenským vozidlem.
Po návratu města pod ukrajinskou kontrolu začátkem dubna 2022 bylo oznámeno, že okolo 270 místních obyvatel bylo pohřbeno v hromadných hrobech. Těla některých obětí byla ustupujícími okupanty ponechána nepohřbena v ulicích města.

## Hospodářství
Do roku 2022 zde byla těžena rašelina, v letech 1946–2016 provozována sklárna, do roku 2022 výrobna škrobu a sirupu a další drobné závody.

## Pamětihodnosti
- Pravoslavný chrám sv. Petra a Pavla z roku 1843 (nejstarší ze šesti kostelů)
- Pravoslavný chrám sv. Ondřeje Prvorozeného, novostavba z roku 2010 (největší ze všech: na ploše 930 m², kupole vysoká 43 m).
- Ruina letohrádku stavitele železnice Stamma
- Památník na místě zbořené usedlosti rodiny Bulgakovových, kde trávil prázdniny spisovatel Michail Bulgakov s rodinou
- Památník hrdinů Majdanu, mramorové sousoší z roku 2015; připomíná pět ukrajinských vojáků z Buči, zemřelých v letech 2014-2016 v rusko-ukrajinské válce (Antoněnko, Chembovskyj, Pasyčnik, Starov, Javorskyj)

## Sport
Fotbalový stadion Jubylejnyj v roce 2017 hostil zápasy kvalifikačního kola šampionátu UEFA hráčů do 19 let.

## Osobnosti
- Jevgen Oskarovyč Paton (1870 Nice – 1953 Kyjev) – stavitel mostů, vysokoškolský pedagog a voják vlastenecké války, otec vědce Boryse Patona
- Mykola Ivanovyč Muraško (1844 – 1909 Buča) – ukrajinský malíř, učitel, kritik a historik umění, zakladatel kreslířské školy v Kyjevě

## Partnerská města
- Kovel, Ukrajina
- Ťačiv, Ukrajina
- Tuszyn, Polsko
- Jasło, Polsko
- Ospedaletto, Itálie
- Sherbrooke, Kanada

## Galerie

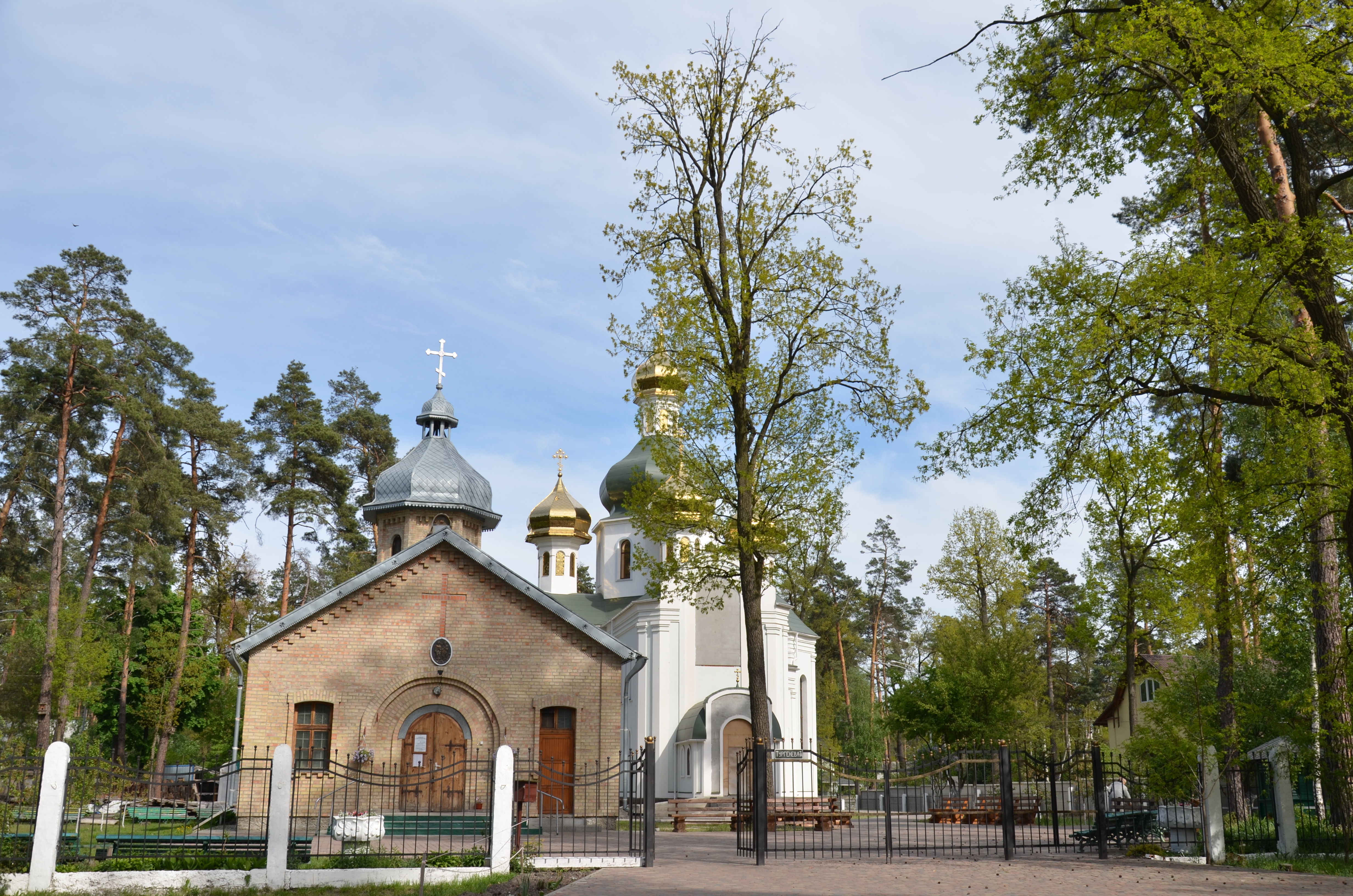
Chrám sv. Petra a Pavla
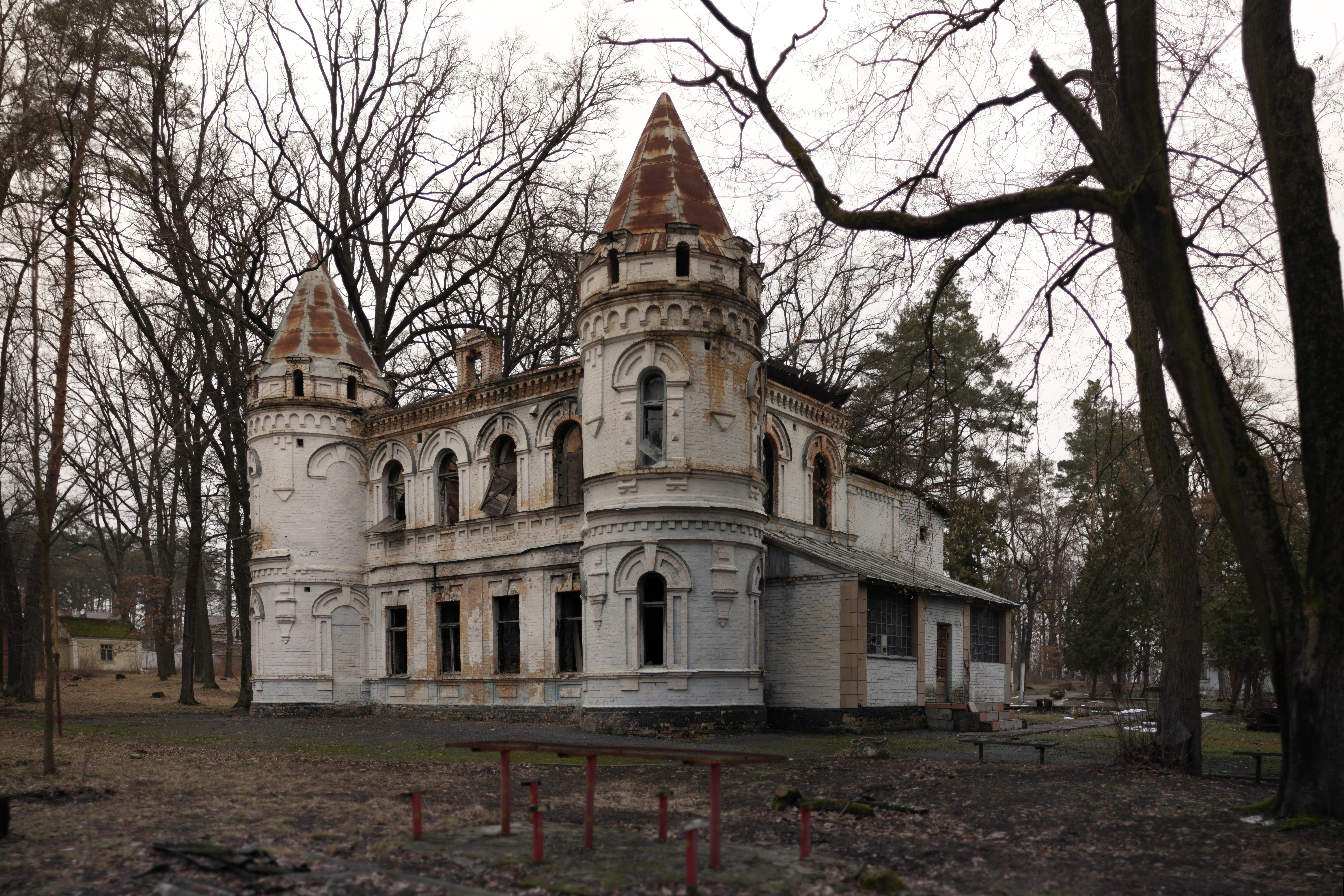
Ruina Štammova letohrádku (2014)
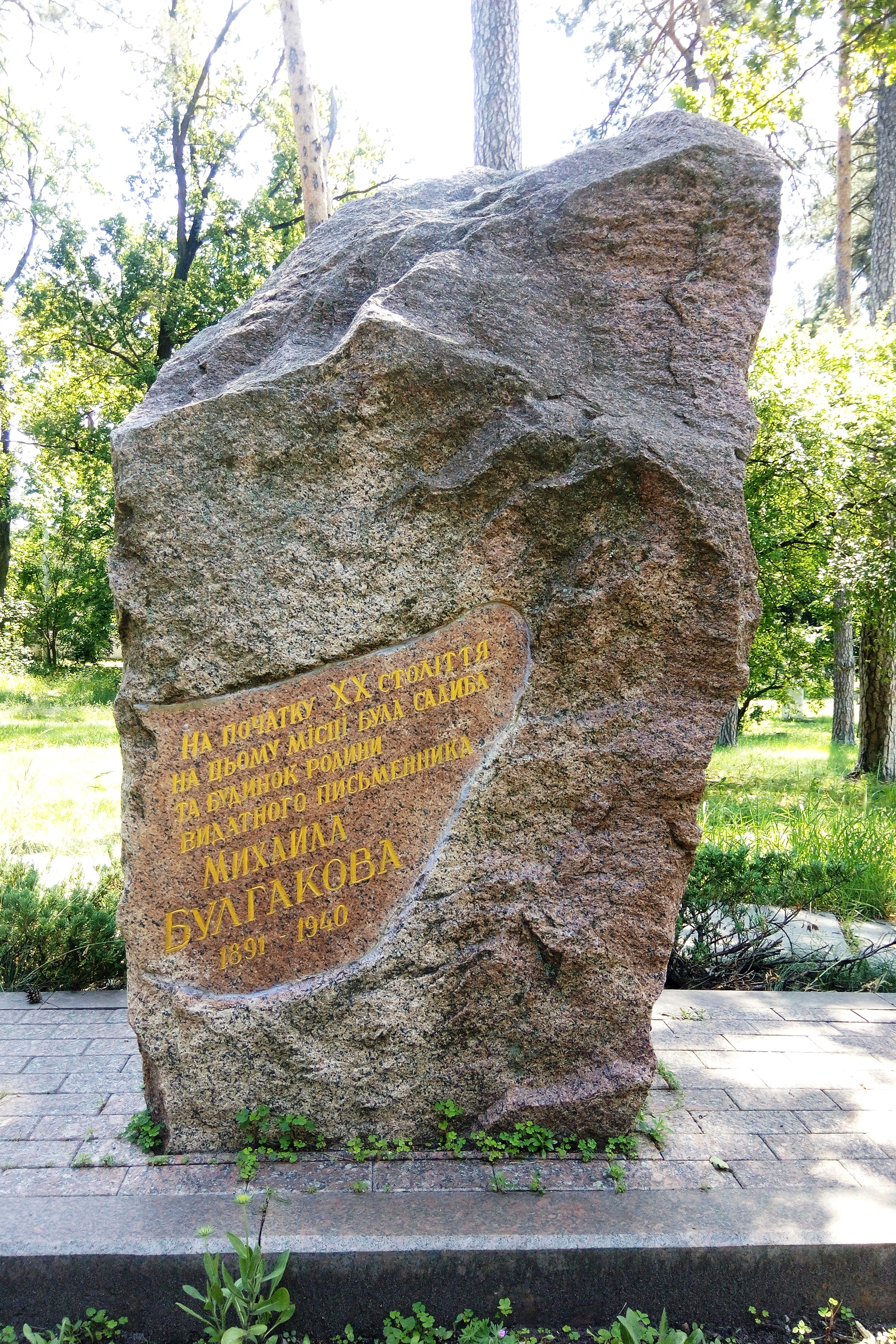
Památník M. Bulgakova
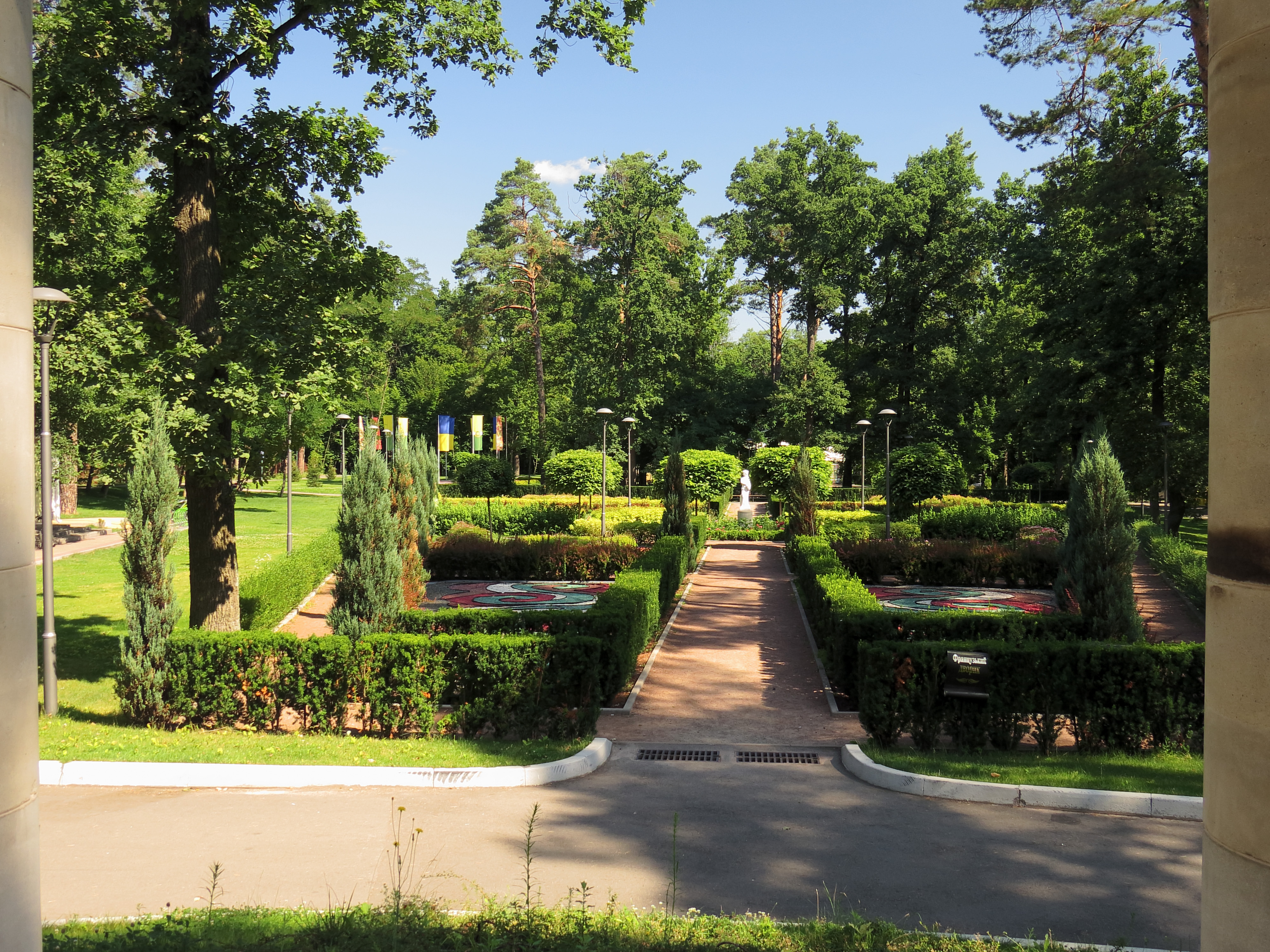
Městský park (2014)
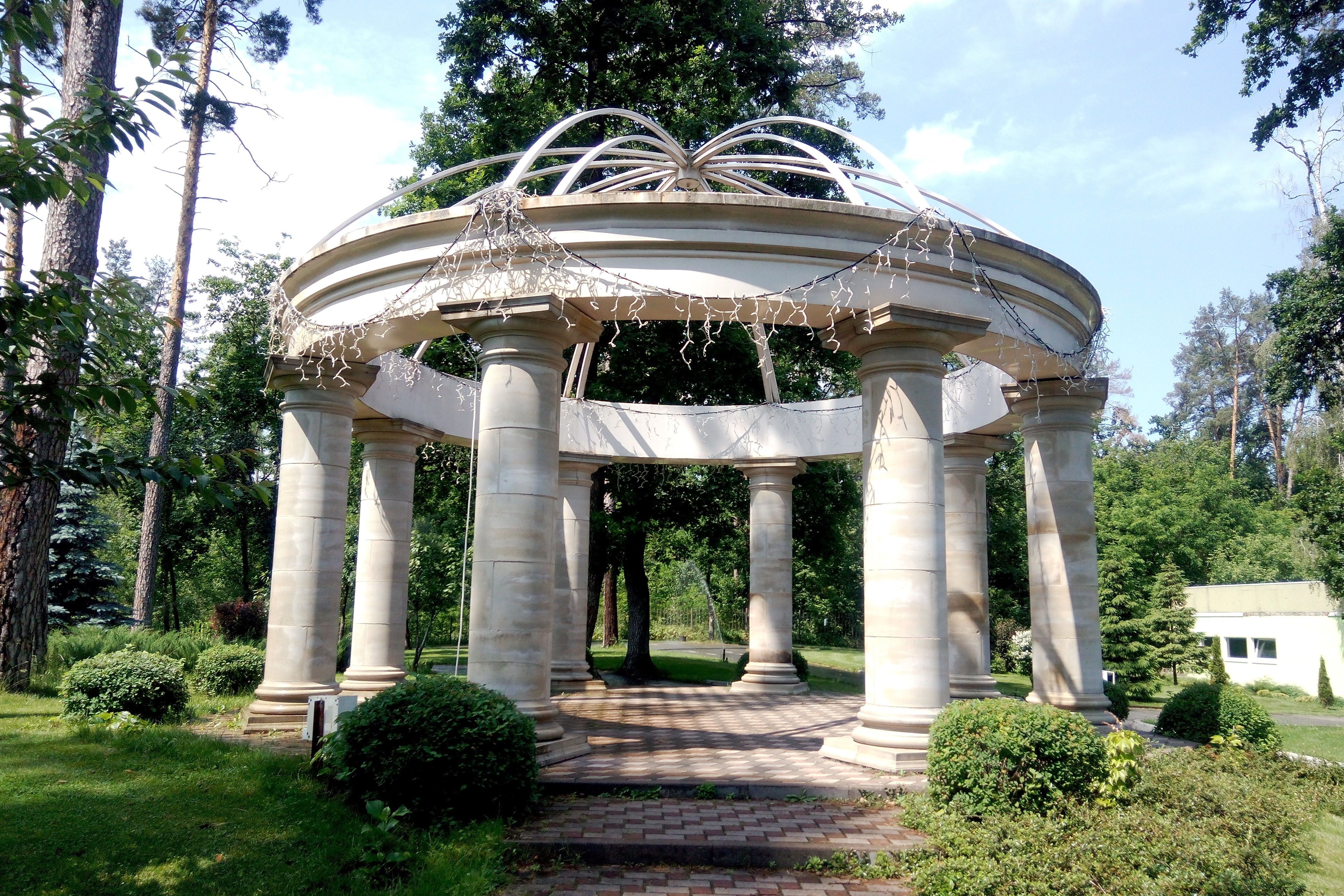
Rotunda v parku (2020)
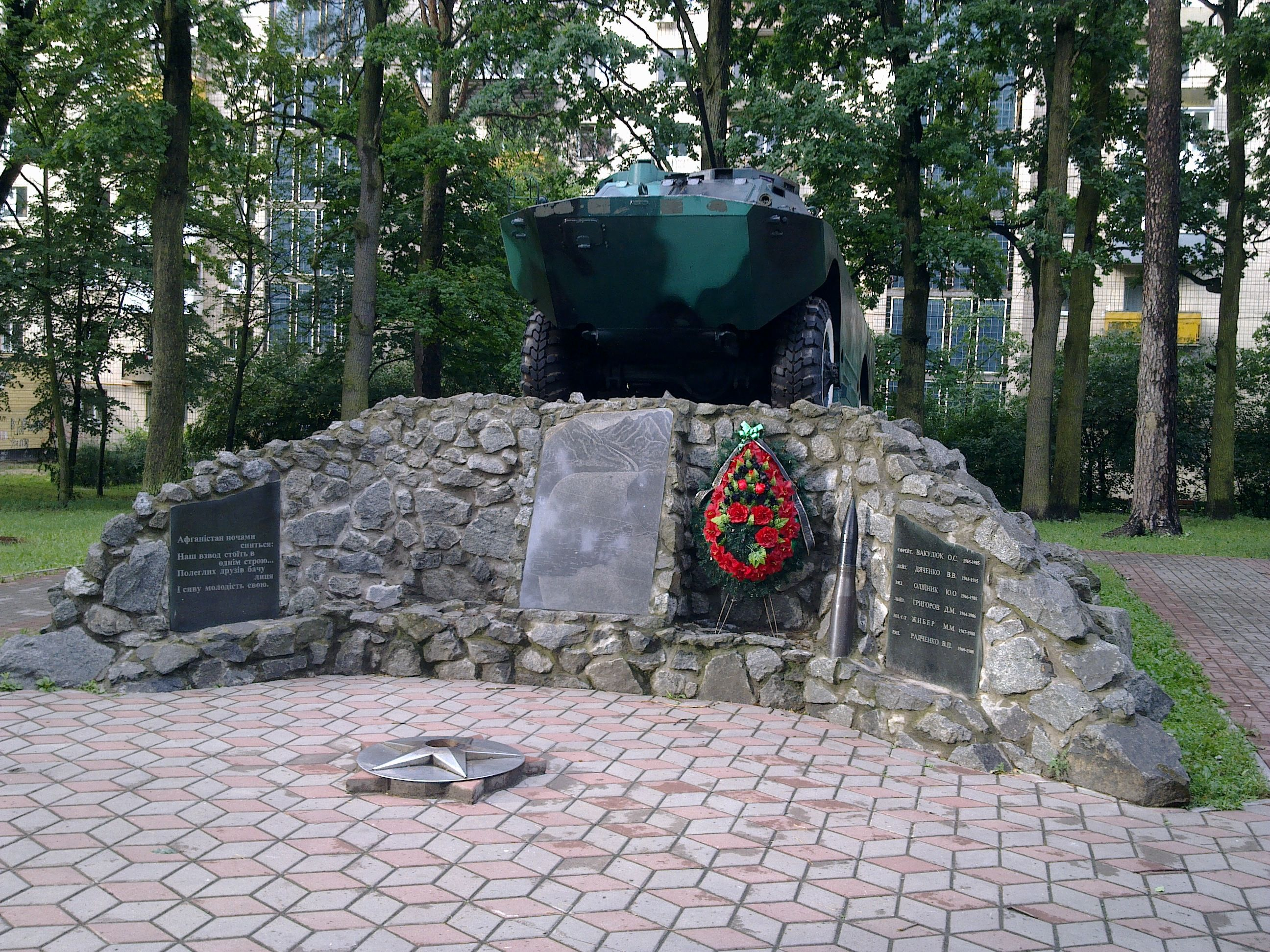
Památník války v Afghánistánu
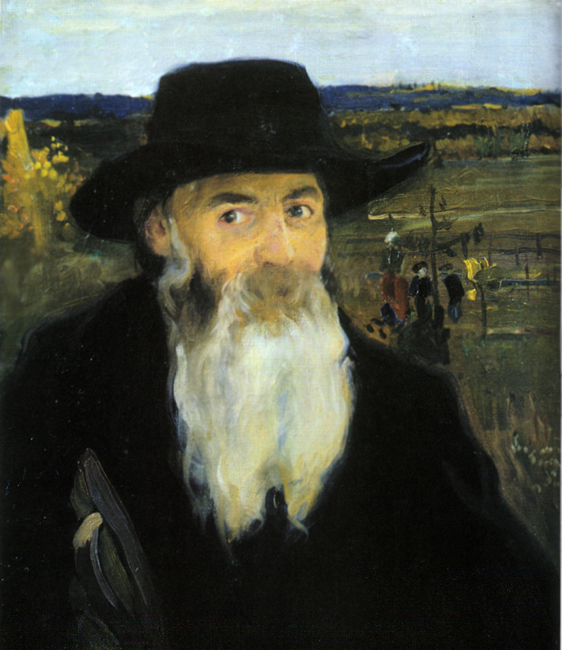
Oleksandr Muraško: Portrét učitele Mykoly Muraška